# Симонович, Константин Константинович
Константин Константинович Симонович (18 августа 1954 — 15 июня 2014, Краснодар, Российская Федерация) — советский и российский тренер по гандболу, заслуженный тренер России.

## Биография
Тренировал девушек в юношеской сборной России. В 2003 г. в тандеме с Анатолием Скоробогатовым привел команду России к победе на чемпионате Европы в Тольятти. Среди воспитанников тренера: чемпион Европы, мира, олимпийский чемпион Сиднея Станислав Кулинченко, чемпионка Олимпийских игр в Рио-де-Жанейро (2016) Ирина Близнова. 
Несколько лет работал в гандбольном клубе «Кубань» с дублирующим составом, а также в Тольятти и Майкопе. 
Похоронен на кладбище в хуторе Ленина.